# Верзилово (Ступинский район)
Верзилово — село в Ступинском районе Московской области в составе Городского поселения Жилёво (до 2006 года — входило в Новоселковский сельский округ).

## География
Верзилово расположено в центральной части района, на реке Каширка, высота центра села над уровнем моря — 143 м. У северной окраины находится железнодорожная платформа Большого кольца МЖД Колычево.

## История
В писцовой книге 1577/78 года «сельцо Верзилово на речке Каширке» упомянуто как бывшее поместье Александра Верзилова, принадлежащее П. К. и Ф. К. Мерлеевым, И. И. Трескину и Г. Р. Яковцову.

В 1705 году село Верзилово — владение стольника князя Никиты Фёдоровича Мещерского.
 В 1719 году село Верзилово и деревня Колычево числятся за братом предыдущего полковником князем Семёном Фёдоровичем Мещерским, который владел ими до своей смерти в 1732 году.
 В 1732—1749 годах принадлежало сыну последнего князю Петру Семёновичу Мещерскому. В конце XVIII века село переходит к князьям Шаховским, которые создали в селе усадьбу.

## Достопримечательности
- Сохранившаяся усадьба Фёдора Петровича Шаховского[7], памятник архитектуры федерального значения[8].
- В селе с XVII века действует Преображенская церковь[9] (не закрывавшаяся в советское время[3]), также памятник архитектуры[10].
- В Верзилово также действовал Ильинский женский скит, созданный в конце 1990-х годов[11], у села имеются два святых источника с часовнями Иконы Божией Матери Владимирская[12] и Пантелеимона Целителя[13] над ними.

## Население
| 2002 | 2006 | 2010 | 2021  |
| ---- | ---- | ---- | ----- |
| 23   | ↘10  | ↗43  | ↗5982 |